# كاروتين

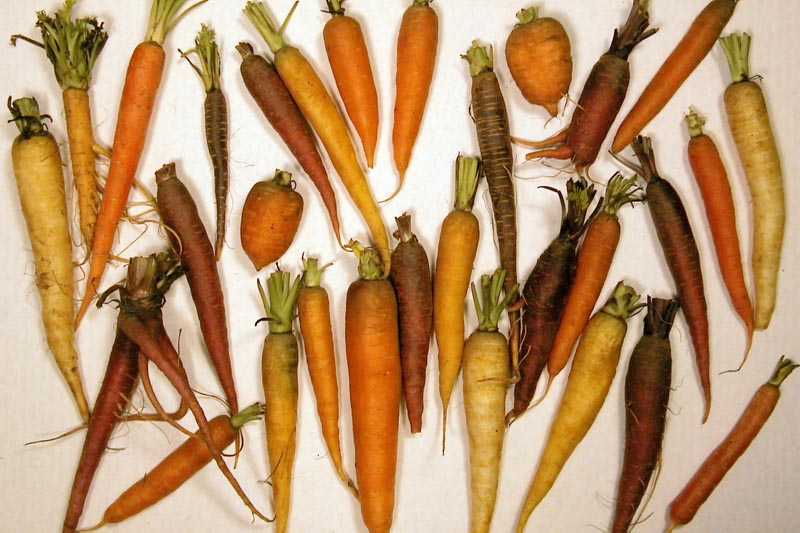
الكاروتين هو المسؤول عن اللون البرتقالي للجزر

الكاروتين أو الجَزَرين تربينات، صبغة بناء ضوئي لها لون برتقالي مهمة لعمليات التخليق الضوئي.
وهي سبب وجود اللون في الجزر، ويسبب لمن يأكل منه كميات كبيرة ليصبح لونهم أصفر قليلا. وهو لا يساهم بنشاط في التمثيل الضوئي، ولكنه ينقل الطاقة التي يمتصها اليخضور.
الكاروتين عبارة عن ثنائيات من فيتامين آي وله شكلين, α, وβ-كاروتين. ويمكن للنوعين أن يحفظا في الكبد، وبعكس فيتامين إيه، فالزيادة من الكاروتين ليست سامة ويمكن أن تتحول إلى فيتامين آي عند الحاجة له.

## ألفا-كاروتين

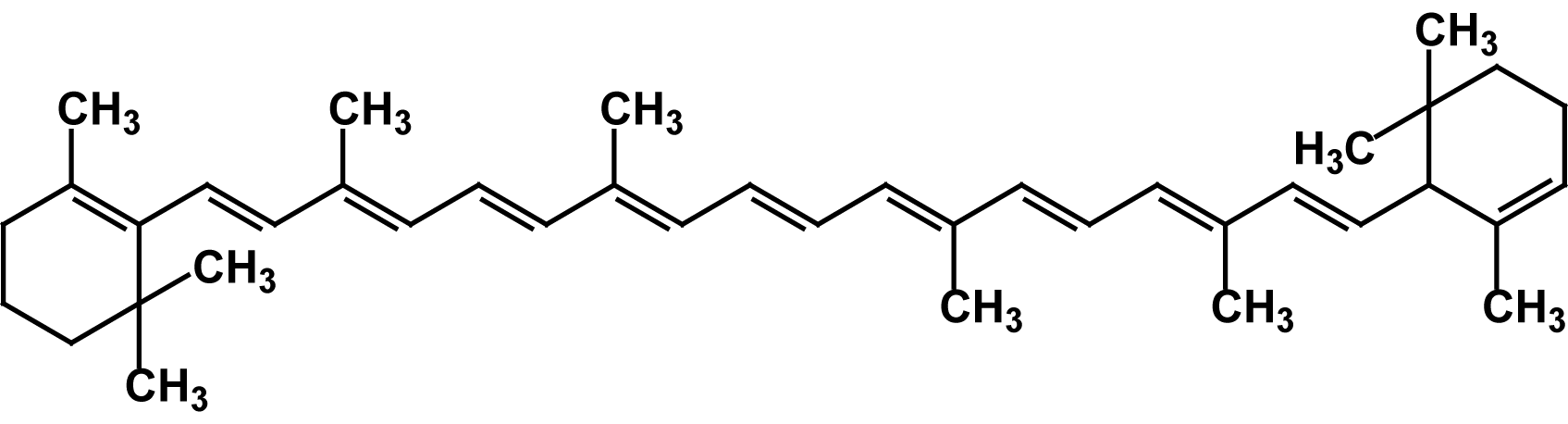
ألفا-كاروتين

## بيتا-كاروتين

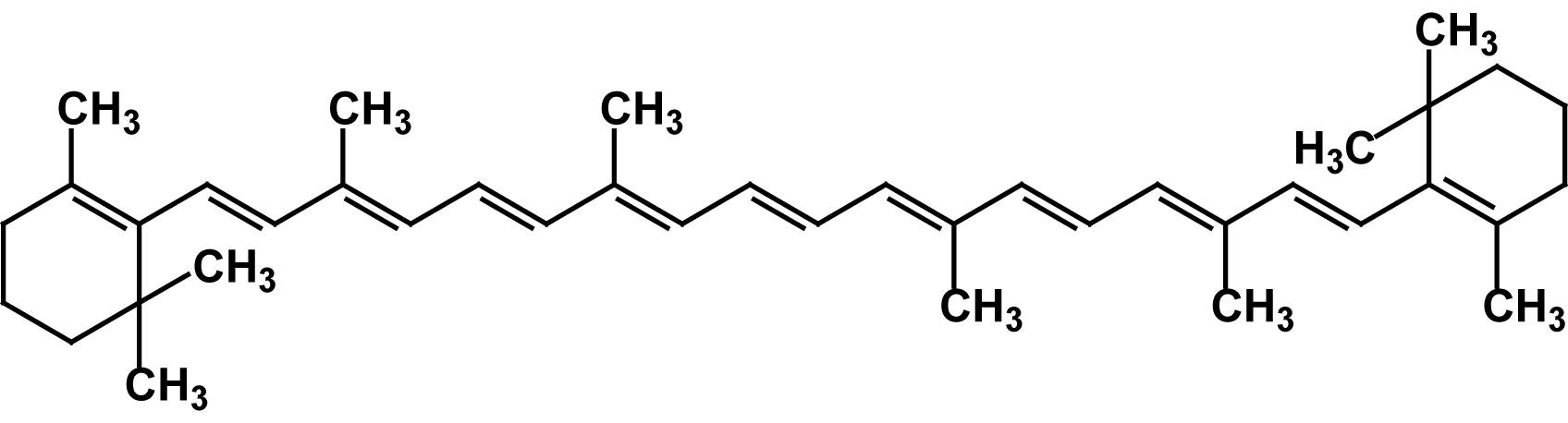
بيتا-كاروتين

بيتا-كاروتين يمكن أن يتواجد في الفاكهة الصفراء، والبرتقالية، والخضراء، وكذلك في الخضروات. ومنها السبانخ، والفلفل الرومي بأنواعه: أحمر، وأصفر، وأخضر، والخس، الطماطم، البطاطا، الشمام، القرع، والجزر . وكقاعدة عامة يزيد اللون في الفاكهة أو الخضروات كلما زادت كمية بيتا-كاروتين الموجودة بها.
بيتا-كاروتين من المواد المانعة للأكسدة وتستخدم للتخلص من الزيادة التي قدد تسبب ضرر من الجذور الحرة في الجسم. وعموما فإنه من فوائد بيتا-كاروتين من المواد التي تساعد أثناء اتباع أنظمة الحمية الغذائية (يؤخذ غلى هيئة أقراص) وأن كان هناك شك في ذلك. بيتا-كاروتين أيضا يذوب في الدهون، ولذا فإنه يتطلب وجود كمية من هذه الدهون في الجسم حتى يذوب.

## كاروتينيميا
الكاروتينيميا أو الهايبركاروتينيميا هو فائض الكاروتين في الدم ولكنه لا يؤدّي إلى التسمّم كفائض الفيتامين أ في الدم. على الرغم أن زيادة الكاروتين ليست خطيرة ولكنها يمكن أن تؤدي إلى تغيير لون البشرة ليصبح لونها برتقالي دون الملتحمة في العيون (من هنا يتمّ تمييزه من اليرقان). في معظم الأحيان يتم ربط هذه الحالة بتناول كميات كبيرة من الجزر، ولكنه يمكن ان تكون إشارة طبية لحالات أكثر خطورة.

## اقرأ أيضاً
- كاروتول

## وصلات خارجية
Carotene
- موقع البيتا-كاروتين بواسطة مارثا إيفينز، مدرسة الكيمياء، جامعة بريستول
- دليل بيركلي ويلنيس لمنتجات الحمية الغذائية
- البيتا-كاروتين، جامعة ماريلاند